# Anyway, Anyhow, Anywhere
Anyway, Anyhow, Anywhere is een single van de Britse rockband The Who. De single werd opgenomen en uitgegeven in 1965 en was een van de eerste nummers die de zogenaamde call-and-response toepaste (dit was een vrij veelvoorkomend fenomeen in de teksten van de band) en gebruikmaakte van gitaarfeedback. Misschien het meest interessante feit van dit nummer is dat het werd gecomponeerd door zowel gitarist Pete Townshend als zanger Roger Daltrey, wat een unicum is. Het is namelijk het enige nummer waar beiden een bijdrage aan hebben geleverd. De gitaar feedback (zogenaamde rondzingen van de gitaar) - die overigens al eerder te horen was in het nummer I Feel Fine van The Beatles - wordt beschouwd als de eerste solo met feedback.
Townshend: "Ik schreef het eerste couplet en Roger hielp me met de rest. Ik werd geïnspireerd door te luisteren naar Charlie Parker en ik voelde dat hij werkelijk een vrije geest had en wat hij dan ook met drugs en drank en wat dan ook deed, dat zijn manier van spelen hem en zijn geest bevrijdde en ik wilde dat wij ook zo zouden zijn. Daarom wilde ik een nummer schrijven over dat ene spirituele nummer."
David Bowie nam een versie van dit nummer op voor zijn album Pin Ups uit 1973. Ook I Can't Explain werd heropgenomen voor dit album.
The Flaming Lips namen een versie van Anyway, Anyhow, Anywhere op, die verscheen op een coveralbum met liedjes van The Who, verspreid door Mojo Magazine en getiteld Mojo: The Who Covered.